# Weiherhaus (Maisach)
Weiherhaus ist ein Gemeindeteil von Maisach im oberbayerischen Landkreis Fürstenfeldbruck.

## Lage
Der Weiler liegt circa zwei Kilometer nördlich von Maisach und ist über Überacker zu erreichen.

## Geschichte
Herzog Albrecht IV. ließ während seiner Regierungszeit für die in der Senke zwischen Zötzelhofen und Überacker angelegten künstlichen Fischweiher ein Weiherhüterhaus erbauen. An dessen Stelle liegt die heutige Ansiedlung. 1818 wurde Weiherhaus der neugebildeten Gemeinde Überacker zugeschlagen. 1860 wurden die meisten Teiche aufgelassen. Gemeinsam mit Überacker wurde Weiherhaus am 1. Mai 1978 nach Maisach eingemeindet. Das Gelände der ehemaligen Teiche wurde 1995 in einen Golfplatz umgewandelt.